# 妙静鸥
妙静鸥 （2001年2月20日—，原名郭静宇），中国女歌手。

## 早年经历
妙静鸥，来自山东，原名郭静宇。2015年加入PEG女团。同年7月，随组合参与真人秀《PEG成长记》。8月，随组合参加《开学第一课》。
2016年，以本名郭静宇参加2016超级女声，为300强，后加入超级女团，并随组合参加湖南卫视2017跨年，随后签约天娱传媒。
2018年2月，与天娱传媒艺人合唱《打call青春》。
2019年10月，参加竞演音乐综艺节目《这样唱好美》。
2020年3月，与众歌星（钟镇涛、吴敏霞、韩雪、周海媚、张远等人）合唱抗疫曲目《我们携手并肩》。同年5月，代表天娱传媒参加创造营2020。8月，出概念EP“1%”。

## 音乐作品

### EP
| 專輯 # | 專輯名稱 | 專輯類型 | 發行公司 | 發行日期      | 曲目                                                  |
| ------ | -------- | -------- | -------- | ------------- | ----------------------------------------------------- |
| 1st    | 1%       | EP       |          | 2020年8月26日 | 曲目 CD 1. 《偷偷在意》 2. 《蒲公英》 3. 《水形物语》 |

### 个人单曲
| 发行时间       | 歌曲名称        | 作词曲               | 备注       |
| 2019年8月10日  | 《寻找你》      | Oran作词作曲         | 与Oran合唱 |
| 2019年10月16日 | 《梦游记》      | 妙静鸥作词作曲       | 原创单曲   |
| 2020年12月3日  | 《Love You So》 | 尤雅琪作词，胜屿作曲 |            |
| 2021年1月25日  | 《小模样》      | 刘瑜楠作词作曲       |            |

### PEG时期
| 发行时间      | 歌曲名称       | 作词曲               | 备注     |
| 2015年5月12日 | 《手心的梦想》 | 濮子辛作词，王奇作曲 | 出道单曲 |
| 2015年8月11日 | 《爱出彩》     | 濮子辛作词，生波作曲 |          |
| 2015年9月23日 | 《爱期待》     | 桂玉鑫作词作曲       |          |

### 合唱曲目
| 发行时间     | 歌曲名称         | 作词曲                   | 备注         |
| 2018年2月9日 | 《打call青春》   | 娱人作词，陆虎作曲       | 贺岁歌曲     |
| 2020年3月2日 | 《我们携手并肩》 | 欧阳常林作词，何沐阳作曲 | 武汉抗疫歌曲 |

### 这样唱好美时期
| 发行时间 | 歌曲名称（歌曲说明）    | 原唱者 |
| 2019年   | 《南海姑娘》（获得6心） | 邓丽君 |

### 创造营2020时期
| 发行时间 | 歌曲名称（歌曲说明）                                     | 原唱者           |
| 2020     | 《咚巴拉》（初舞台）                                     | 萨顶顶           |
| 2020     | 《刀剑如梦》 （第一次公演曲目）                          | 周华健           |
| 2020     | 《你最最最重要》（主题曲）                               | 创造营2020练习生 |
| 2020     | 《一步成诗》（《创造营2020》第二次公演位置测评表演曲目） | 王诗安           |
| 2020     | 《River》 （《创造营2020》六一特别街头快闪舞台）         | Bishop Briggs    |

## 影视作品

### 综艺节目
| 综艺节目             | 播出平台     | 播出时间   | 内容搭档     |
| 《开学第一课》       | 中央廣播電視 | 2015.08.24 |              |
| 《2016超级女声》     | 湖南卫视     | 2016.04.23 |              |
| 《这样唱好美》       | 爱奇艺       | 2019.10.26 |              |
| 《创造营2020》       | 腾讯视频     | 2020.05.02 |              |
| 《嗨唱轉起來第二季》 | 湖南卫视     | 2021.01.08 | 与马思惠合唱 |
| 《女子推理社》       | 芒果TV       | 2023.04.18 |              |

## 外部連結
- 妙静鸥的新浪微博